# マクロスシリーズの用語一覧
マクロスシリーズの用語一覧（マクロスシリーズのようごいちらん）では、アニメを中心とする作品群「マクロスシリーズ」で使用される架空の用語について述べる。
本項目ではシリーズのアニメ作品を中心とした複数の作品で使用される用語、および作品内世界史上重要な用語について各節五十音順で解説している。独立項目の存在する用語、および各作品固有の用語のうち重要なものについてはリンク先を参照。
各作品固有の用語は以下を参照。
- 『超時空要塞マクロス』の用語
- 『超時空要塞マクロスII -LOVERS AGAIN-』の用語
- 『マクロスプラス』の用語
- 『マクロス7』の用語
- 『マクロス ダイナマイト7』の用語
- 『マクロス ゼロ』の用語
- 『マクロスF』の用語
- 『マクロスΔ』の用語

また、関連するゲーム・漫画・小説作品の用語については以下を参照。
- 『マクロス デジタルミッション VF-X』の用語
- 『マクロス VF-X2』の用語
- 『マクロス30 銀河を繋ぐ歌声』の用語
- 『マクロス7 トラッシュ』の用語
- 『マクロス ダイナマイト7 ミレーヌビート』の用語
- 『マクロスΔ外伝 マクロスE』の用語
- 『マクロス・ザ・ライド』の用語

## 組織・勢力

### 地球
地球統合政府 / 新統合政府
外宇宙からの脅威に備えるため、国境・人種・宗教・思想などの垣根を越えて誕生した地球初の統一政体。作中では「統合政府」と呼ばれる。1999年7月の異星人巨大宇宙戦艦 (ASS-1) 墜落という事態を受け、国連主導で2000年7月に設立草案を発表。2001年2月に正式発足したが、樹立を宣言したのは2008年12月である。旧国家を解体・編入し、一定の自治権を持つ地域（自治区）の連合により構成される。第一次星間大戦後はゼントラーディと和解して「新統合政府（正式名称 - 新統合宇宙政府）」となり、地球のマクロス・シティが首都と定められる。
のちに宇宙移民事業の進行に伴い銀河系内を広く統治するが、中央集権的な姿勢が反発を招き、安定期を迎えた2030年代では反統合勢力による暴動・反乱や植民惑星系の独立運動の続発に悩まされる。逆に2050年代では各移民惑星系・移民船団等の自治政府機関に広範な自治権が認められるようになり、あわせて惑星駐留軍・移民船団護衛艦隊の指揮権の大部分も自治政府機関の元首に委譲されている。これに加え、移民政策による版図拡大により各惑星系・移民船団との連絡や連携が困難になりつつあり、新統合軍とともに分裂・解体の可能性がささやかれるようになっている。
小太刀右京による『マクロスF』の小説版では、PlayStation用ゲーム『マクロス VF-X2』におけるビンディランスルートに沿った諸事件の影響で、政治体制が中央集権制から地方自治制へ移行したとされている。
地球統合軍
異星人との有事に備え、統合政府のもとで旧世界の軍事組織を統合・再編して生まれた軍隊。作中では「統合軍」と呼ばれる。2001年に陸軍 (U.N.ARMY)、空軍 (U.N.AIRFORCE)、海軍 (U.N.NAVY) が設立され、2005年に宇宙軍 (U.N.SPACY) が加わる。SDF-1マクロスは宇宙軍の主力戦艦。
赤い円に白い矢尻のようなマークが使われている。
新統合軍
2010年のゼントラーディ軍ボドル基幹艦隊の総攻撃でアラスカ総司令部が壊滅したため、終戦後はマクロスやゼントラーディ軍残存兵力を再統合し、新統合軍として再編される（ただし、『マクロス7』の劇中では「統合軍」と呼称されており、「新統合軍」と呼称されることはほとんどない）。
宇宙移民時代の幕開けとともに、移民船団の護衛や移民惑星系の治安維持が主任務となっている。
2050年（『マクロス VF-X2』）には、地球至上主義派のラクテンスと、地方分権主義派のビンディランスが対立する事件が発生する。
2059年を描く『マクロスF』においては軍としての質の低下が著しく、移民船団の予定航路の偵察任務などを民間軍事プロバイダーに取って代わられた事例も少なくない。
総司令部のある地球から始まった宇宙移民事業の進行に伴い、各移民惑星系や移民船団の自治政府機関に広範なる自治権が認められるようになり、合わせて惑星駐留軍・移民船団護衛艦隊の指揮権も自治政府機関の元首のもとに大きく委譲された。また、委譲されたことにより地球から離れた自治政府機関のもとに派遣された軍部隊が現地軍と化し、マクロス・ギャラクシー船団がその自治政府を含む船団社会上層部による全人類の支配と隷属をもくろんで反逆するといった、独自の行動を取る事例も発生する。
『マクロスF』では、新統合軍のマークが「NUNS」と書かれた菱形の新しいものになっており、前作までの「U.N.SPACY」という表記や赤丸に矢尻のマークはなくなっている（VF-171の機体マーキングではNUNS、YF-25 プロフェシーにはN.U.N.SPACYの表記）。『マクロスF』の作中ではこれについて特に説明がなされていないが、関連作品ではいくつかの説がある。
- 小太刀右京の小説『マクロス・ザ・ライド』では2050年に地球至上主義者（ラクテンス）とそれに反抗する地方分権主義者（ビンディランス）との戦いがあり、ビンディランスが勝利したため、U.N.SPACY（旧統合軍）からNUNS（新統合軍）に発展的解消を遂げたと説明されている。その一方、旧統合軍派と新統合軍派とに分裂して内戦状態になっている惑星カッシューブのようなところもある。また、旧統合軍・地球至上主義者ラクテンスの思想を継承する地球本星防衛軍艦隊「ファスケス」は旧統合軍のマークを使用している。
- 『ヴァリアブルファイター・マスターファイル VF-25 メサイア』では、2010年の新統合政府発足時に新統合宇宙軍NUNSの新マークが制定されていたとしている。移民船団ではこのNUNSのマークを早くから使っていたが、地球圏を中心に旧マークは使い続けられており、地球圏では2050年代になってようやくNUNSのマークを使うようになったと説明している。

2090年代の地球圏を扱った『超時空要塞マクロスII -LOVERS AGAIN-』では円に矢尻のようなマークだが、一方が大きいものになっている。

関連作品 - シリーズ全作
反統合同盟（反統合同盟軍）
性急な政体再編とOTMの独占を図る統合政府の方針（統合思想）に反対する諸勢力の組織、および軍隊。シンボルマークは三日月に2本の剣が交差したもの。ロシアが中心となっているが、イスラエルやドイツ、ポーランドの企業も参加している。2001年から2008年まで地球各地で熾烈なゲリラ戦を展開するが、「鳥の人」争奪戦以降は瓦解し、組織的抵抗力を喪失する。異星人との戦争では統合軍に編入される（「統合戦争」を参照）。宇宙移民時代以降においては、各惑星系の独立運動に加担したもようである。
関連作品 - 『超時空要塞マクロス』、『マクロス ゼロ』、『マクロスΔ』

### 地球外
ウィンダミア王国
銀河辺境の異星人類種、ウィンダミア人が形成した王政国家。可変戦闘機部隊「空中騎士団」を擁する。
関連作品 - 『マクロスΔ』シリーズ
監察軍
50万年前のプロトカルチャー分裂戦争以来、ゼントラーディ軍と敵対する勢力。『マクロス7』以降の設定では、プロトデビルンに操られた勢力とされる。
関連作品 - 『超時空要塞マクロス』、『マクロス7』（設定）
ゼントラーディ軍
ゼントラーディ人によって構成される軍隊。戦闘用の代理兵士として造られたゼントラーディ人は、そのすべてがゼントラーディ軍の成員である。
関連作品 - 『マクロス ゼロ』を除くシリーズ作品
はぐれゼントラーディ（メルトランディ）
ゼントラーディ軍・メルトランディ軍のうち、指揮系統の上位を失い、宇宙を彷徨する部隊。
関連作品 - 『マクロスプラス』、『マクロス7』
バロータ軍
2045年よりマクロス7船団を襲う勢力の統合軍における呼称。プロトデビルンに操られた人類で構成される。
関連作品 - 『マクロス7』、『マクロス7 銀河がオレを呼んでいる!』

マルドゥーク軍
マルドゥークの軍隊。イミュレーターと呼ばれる歌巫女の力でゼントラーディやメルトランディを支配下に置く。
関連作品 - 『超時空要塞マクロスII -LOVERS AGAIN-』

## 地球外生命体
ウィンダミア人
ブリージンガル球状星団の惑星ウィンダミアIVに住む人類種。身体能力が高く、「ルン」と呼ばれる感覚器官をもつが、寿命は約30年という短命種族。
関連作品 - 『マクロスΔ』シリーズ
ヴォルドール人
ブリージンガル球状星団の惑星ヴォルドールに住む、猫型哺乳類に似た外見の人類種。
関連作品 - 『マクロスΔ』シリーズ
銀河クジラ
惑星ゾラ付近へ年に1度回遊してくるエネルギー体。
関連作品 - 『マクロス ダイナマイト7』
ゼントラーディ人
地球人類が初めて接触する異星人。10m前後の身長をもつ巨人で、戦うことしか知らない存在だが、その一部は地球人類との接触で文化に目覚め、和平を結ぶことになる。
関連作品 - 『マクロス ゼロ』を除くシリーズ作品
ゾラ人
惑星ゾラに住む種族。とがった耳などが特徴で、地球人類とは友好的。
関連作品 - 『マクロス ダイナマイト7』、『マクロスF』シリーズ
バジュラ
昆虫のような外見をもち、フォールド波を発する腸内の細菌によって巨大な超時空ネットワークを形成する宇宙生物。
関連作品 - 『マクロスF』シリーズ
フォールド細菌
バジュラの腸内に共生する細菌。バジュラ戦役終結後、その一部は人類種を宿主とし、ヴァールシンドロームの発生要因になったとされる。
関連作品 - 『マクロスF』シリーズ、『マクロスΔ』シリーズ
プロトカルチャー
約50万年前、高度なテクノロジーをもって銀河に繁栄し星間国家を統一しながら、分裂戦争を起こし滅亡した知的生命体。遺伝子操作により、ゼントラーディ人や地球人をはじめとする人類種を創造した。
関連作品 - シリーズ全作
プロトデビルン
プロトカルチャーが製造した生体兵器「エビル・シリーズ」に、異次元のエネルギー生命体が憑依した存在。精神エネルギー「スピリチア」を糧とし、プロトカルチャーを滅亡へと追いやった。
関連作品 - 『マクロス7』シリーズ
マルドゥーク
2090年代の地球圏に出現する異星人種族。自文明を神聖視し、異文明を下等なものとして滅ぼしてゆく。
関連作品 - 『超時空要塞マクロスII -LOVERS AGAIN-』
メルトランディ
『超時空要塞マクロス 愛・おぼえていますか』において、男の巨人ゼントラーディと敵対する女の巨人たち。後継作品ではゼントラーディの女性を指す呼称として用いられることもある。
関連作品 - 『超時空要塞マクロス 愛・おぼえていますか』『超時空要塞マクロスII -LOVERS AGAIN-』『マクロス7』
ラグナ人
ブリージンガル球状星団の惑星ラグナに住む、海中での生活に適応した人類種。
関連作品 - 『マクロスΔ』シリーズ

## 天体
エデン
『マクロスプラス』のおもな舞台となる、人類史上初の太陽系外移民惑星。2040年、同惑星のニューエドワーズ・テストフライトセンターで次期可変戦闘機のコンペティションが行われる。
関連作品 - 『マクロスプラス』、『マクロスF』
ガリア4
『マクロスF』第12話から第13話の舞台となる、自転と公転の周期が同期した惑星。未踏地には消息を絶ったマクロス級4番艦が擱座している。
関連作品 - 『マクロスF』
ゾラ
『マクロス ダイナマイト7』の舞台となる辺境惑星。先住種族のゾラ人が暮らし、年に一度銀河クジラが回遊してくる。
関連作品 - 『マクロス ダイナマイト7』
バジュラ本星
『マクロスF』において最終決戦の場となる惑星。地球とほぼ同じ環境で、バジュラの女王の巣が存在する。
関連作品 - 『マクロスF』シリーズ
バロータ3198XE第4惑星
『マクロス7』において最終決戦の場となる極寒の惑星。プロトカルチャー時代には先進科学惑星と呼ばれた。プロトデビルンの封印チャンバーが存在する。
関連作品 - 『マクロス7』
ブリージンガル球状星団
『マクロスΔ』の舞台。銀河系辺境域に位置する球状星団。プロトカルチャーが最後にたどり着いた地とされ、海洋惑星ラグナや、雪に覆われた惑星ウィンダミアをはじめとする各惑星に遺跡が存在し、プロトカルチャーが創造した人類種が暮らしている。
関連作品 - 『マクロスΔ』シリーズ
ラクス
『マクロス7』第26話から第38話にかけての舞台となる惑星。地球に酷似した環境で、プロトカルチャーの遺跡が隠されている。
関連作品 - 『マクロス7』
このほか、『マクロス7 銀河がオレを呼んでいる!』の舞台となる辺境惑星などのように正式名称が公開されていない天体や、『マクロスF』に登場する可変戦闘機VF-25 メサイアの初飛行が行われたとされる「惑星メサイア025」などのように名称や設定のみが公開されている天体も存在する。
また、ゲーム作品では『マクロス デジタルミッション VF-X』の舞台となる惑星エリュシオン、『マクロス VF-X2』の舞台となる各惑星群（同項目「惑星」を参照）、『マクロスM3』の舞台となる各惑星群（同項目「ステージ」を参照）、『マクロス30 銀河を繋ぐ歌声』の舞台となる惑星ウロボロス、漫画作品では『マクロスΔ外伝 マクロスE』の舞台となる惑星ピプレなどといった天体が登場する。

## 地名
マクロス・シティ
第一次星間大戦終結後、アラスカ統合軍基地付近のグランドキャノン跡の縦穴に不時着したマクロスを中心に、マクロス・シティ計画にもとづき建立された新統合政府の首都。地球再生計画の一環として2010年5月から計画が開始され、当初は艦内市街地の家屋等の移設がおもに行われたが、のちに第1次、第2次にも及ぶ大規模な整備事業が行われ、戦前に存在した各先進諸国の首都にも勝るとも劣らない超近代都市へと発展していった。2度のマクロス・シティ防衛戦とシャロン・アップル事件の舞台となる。2059年にはマクロス・ギャラクシー船団上層部に支配されたバジュラの襲撃対象とされるが、被害は未然に防がれる。
『超時空要塞マクロスII -LOVERS AGAIN-』もおもな舞台は、このマクロス・シティであるが、新統合政府中枢は移設されており、マクロス周辺はカルチャーパークとして整備されている。
関連作品 - 『超時空要塞マクロス』、『超時空要塞マクロスII -LOVERS AGAIN-』、『マクロスプラス』、『マクロスF』
マヤン島
『マクロス ゼロ』の舞台となる南海の島。「鳥の人」による創世神話が語り継がれている。
関連作品 - 『マクロス ゼロ』、『マクロスF』シリーズ
南アタリア島
1999年、異星人の宇宙船 (ASS-1) が落下した小笠原諸島南端の島。ここで同宇宙船はSDF-1 マクロスとして改修され、2009年2月、進宙式が開催される。
関連作品 - 『超時空要塞マクロス』

## 戦争・戦役・事変
ウィンダミア独立戦争
『マクロスΔ』で描かれる戦争。2060年、銀河辺境のウィンダミア王国が新統合政府からの独立を求めて戦争を仕掛け（第一次独立戦争）、2067年、「制風圏」を確立すべくふたたび新統合政府に宣戦布告する（第二次独立戦争）。
関連作品 - 『マクロスΔ』
シャロン・アップル事件
『マクロスプラス』で描かれる事件。2040年、暴走したバーチャルシンガーのシャロン・アップルがマクロス・シティを支配下に置く。
関連作品 - 『マクロスプラス』
第一次星間大戦
『超時空要塞マクロス』で描かれる、地球人類初の星間戦争。2009年から2010年にかけて巨人種族ゼントラーディと交戦する。
関連作品 - 『超時空要塞マクロス』、『超時空要塞マクロス 愛・おぼえていますか』
統合戦争
2000年（2001年とも）から2007年（『マクロス ゼロ』以降の設定では2008年）にかけて、地球上に存在する国家の統一を目指す地球統合政府と、それに反対する勢力（反統合同盟）のあいだで行われた戦争。
2008年には、マヤン島近海に眠る異星人の遺物をめぐり、「マヤン島事変」と呼ばれる地球統合軍と反統合同盟の衝突が発生する（『マクロス ゼロ』）。
関連作品 - 『超時空要塞マクロス』、『マクロス ゼロ』
バジュラ戦役
『マクロスF』で描かれる戦役。2059年、マクロス・フロンティア船団とバジュラが交戦する。
関連作品 - 『マクロスF』、『劇場版 マクロスF』
バロータ戦役
『マクロス7』で描かれる戦役。2045年から2046年にかけ、マクロス7船団と、プロトデビルンに率いられたバロータ軍が交戦する。
関連作品 - 『マクロス7』
マクロス・シティ防衛戦
統合政府の首都マクロス・シティで発生したゼントラーディ人勢力の武力蜂起。背景には同化政策（マイクローン化）への抵抗や、戦闘種族として市民生活に馴染めないフラストレーションがあった。第一次防衛戦（2012年）では不満分子を集めたカムジン・クラヴシェラ一派が戦艦で急襲し、マクロスに特攻を仕掛けて大破させる。第二次防衛戦（2030年）を機に、巨人サイズのゼントラーディ人は地球での居住が許可されなくなる。
関連作品 - 『超時空要塞マクロス』

## 軍事施設、軍事拠点、大規模兵器
アポロ基地
月面に建設された統合軍の恒久施設。バルキリー大隊が常駐できるほどの規模を有し、第一次星間大戦の前後を通して多くの地球人が居住している。また、基地の地下では純地球製のマクロス級2番艦SDF-2を建造していた。ボドル基幹艦隊の地球総攻撃をまぬがれたあと、SDF-2を超長距離移民船メガロード-01として完成させる。
関連作品 - 『超時空要塞マクロス』（設定）
鳥の人
マヤン島の神話で人類の創造主と伝えられる存在。その正体はプロトカルチャーが遺した人類の監視・殲滅装置。地球統合軍におけるコードネームは「AFOS（エイフォス）」。
関連作品 - 『マクロス ゼロ』、『マクロスF』、『歌マクロス スマホDeカルチャー』

## 開発・計画
宇宙移民計画（人類移住計画、銀河播種計画）
第一次星間大戦において人類滅亡の危機に瀕した教訓から、2012年以降に行われる太陽系外への進出活動。ゼントラーディ軍や監察軍の再来襲に対して種の拡散を図り、予想される人口爆発による資源枯渇への備えも兼ねている。大小規模の宇宙移民船が居住可能な惑星を探して銀河系各方面へ順次出発しているが、超長距離移民船団の旅程は数十年がかりになる場合もあるため、居住区画に地球の住環境を再現して文化の保護・育成を図っている。その規模は年々大きくなり、第5世代型のマクロス・フロンティア船団では総人口が1000万人を突破している。
関連作品 - 『超時空要塞マクロス』、『超時空要塞マクロス Flash Back 2012』、『マクロス7』、『マクロスF』
地球再生計画
第一次星間大戦でボドル基幹艦隊の軌道爆撃を受け、著しく荒廃した地球環境を、OTMであるマイクローン装置を活用して残存した動植物のクローニングや、テラフォーミング技術により再生・復元する計画。このほか、放射線に被曝した土壌や大気圏浄化、蒸発した海の再生、上昇した平均気温の低温化など、複数の計画が同時に遂行される。極めて短期間での地球環境の復元に高い成果を残したが、クローニングは遺伝子異常（疾病）などが認められたため、2030年代に中止となる。すべての計画が完遂し、地球全土の生態系が完全回復するには数十万年の年月が必要であると試算されている。
関連作品 - 『超時空要塞マクロス』
プロジェクト・スーパーノヴァ
2040年、惑星エデンのニューエドワーズ・テストフライトセンターで行われる統合軍次期主力可変戦闘機（AVF）選定試験。新星インダストリー社のYF-19とゼネラル・ギャラクシー社のYF-21の性能比較が行われる。無人戦闘機計画の発動により一時凍結されるが、のちに再開し、YF-19が勝利を収める。
関連作品 - 『マクロスプラス』

## 企業
イプシロン財団
多岐にわたる分野に事業を展開する巨大財閥。いわゆる「死の商人」であり、2067年を舞台とする『マクロスΔ』で描かれるウィンダミア独立戦争ではウィンダミア王国の支援を行う一方で、敵対する新統合軍やケイオスとも取引関係にある。2068年を舞台とする『劇場版マクロスΔ 絶対LIVE!!!!!!』では、イアン・クロムウェルが率いる反統合政府組織「ヘイムダル」を支援する。
- ディアン・ケヒト社 -  反統合政府時代からのSvシリーズ開発に携わった技術者たち、およびゼネラル・ギャラクシーSvワークスから多数の技術者を引き抜き、既存のVFシリーズを超える機体を生み出すべく起ち上げられた、イプシロン財団傘下のVF設計・開発会社。ウィンダミア王国の主力VF、Sv-262を製造・開発している。『絶対LIVE!!!!!!』ではヘイムダルが運用するSv-303の開発も行っている。

関連作品 - 『マクロスΔ』シリーズ
S.M.S（エス・エム・エス）
ゼントラーディ人のリチャード・ビルラーが設立した民間軍事会社。テレビ版『マクロスF』にはマクロス・フロンティア船団のものしか登場しないが、『劇場版 マクロスF』や関連作品では、ほかの移民船団や惑星における支社の存在が描かれている。
- マクロス・フロンティア支社 - 『マクロスF』に登場。旗艦はマクロス・クォーター。ドラマCD『娘ドラ◎』では、2059年時点で設立10周年とされている。
- 惑星ゾラ支社 - 『にゃんクレットFire3』に登場。旗艦はマクロス・クォーター級8番艦のエンライトメント。
- 惑星セフィーラ支社 - 『マクロス30 銀河を繋ぐ歌声』に登場。主人公のリオン・榊が所属している。
- 惑星ウロボロス支社 - 『マクロス30』に登場。旗艦はゲフィオン。支社長はアイシャ・ブランシェット。
- 惑星エデン支社 - 小説版『マクロス30』に登場。2060年においてイサム・ダイソンが所属していると言われている。
- マクロス・オデュッセウス支社

関連作品 - 『マクロスF』シリーズ、『マクロス・ザ・ライド』、『マクロス30 銀河を繋ぐ歌声』
L.A.I（エルエーアイ）
マクロス・フロンティア船団に拠点を持つ、マイクロマシンからフォールドシステムまで手掛ける総合機械メーカー。新型可変戦闘機VF-25 メサイアやフォールド断層を突破可能な新型フォールドシステムの開発も手掛けている。なおVF-25の実戦テストを請け負っているS.M.Sに所属するルカ・アンジェローニは同社の経営一族の子息である。
関連作品 - 『マクロスF』シリーズ、『マクロス・ザ・ライド』
OTEC（オーテック）
地球に落下した宇宙船（ASS-1）のオーバーテクノロジーを研究する国際機関。2000年3月に日本、アメリカ、ロシア、ドイツ、イギリス、フランスが共同で設立した。統合戦争中に熱核反応炉、反応弾、フォールドシステムなどの理論を解明し、科学技術の飛躍的進歩に貢献した。2017年に他社と合併しゼネラル・ギャラクシー社となった。
関連作品 - 『超時空要塞マクロス』（設定）
クリティカルパス・コーポレーション
マンフレート・ブランドが社長を務める星間企業。
関連作品 - 『マクロス VF-X2』、『マクロスフロンティア』（小説）
ケイオス
通信・運航などフォールド関連のベンチャー企業として発足し、10年ほどのあいだに急拡大を続ける星間複合企業体。銀河系に広まる奇病ヴァールシンドロームへの対抗手段を研究するほか、新統合軍の最新兵器の運用試験も行っている。
- ラグナ支部 - 『マクロスΔ』に登場。マクロス・エリシオンを母艦とし、戦術音楽ユニット「ワルキューレ」やそれを支援するVF-31 ジークフリード部隊「Δ小隊」が所属する。
- ピプレ支部 - 『マクロスΔ外伝 マクロスE』に登場。アイドルユニット「スローンズ」とVF-171 ナイトメアプラス部隊が連携し、ヴァール化した先住生物を歌で鎮静化する実験を行う。
- リスタニア支部 - 『劇場版マクロスΔ 絶対LIVE!!!!!!』において言及される。同支部に所属するマクロス・ギガシオンの艦長をマクシミリアン・ジーナス、参謀をエキセドル・フォルモが務める。

関連作品 - 『マクロスΔ』シリーズ
新星インダストリー
VF-1 バルキリーを開発したストンウェル・ベルコム社と新中州重工の航空機部門が合併して、2012年に誕生した。その後、VF-5000 スターミラージュ、VF-11 サンダーボルトと統合軍の主力機を輩出し、堅実な設計に信頼が置かれている。プロジェクト・スーパーノヴァでも同社が開発したYF-19が競争試作に勝利し、超絶的な運動性能で名を残す。VF-25 メサイアやYF-29 デュランダルの開発をL.A.I社と共同で行っているという設定だが、『マクロスF』の劇中には登場しない。
関連作品 - 『マクロスプラス』、『マクロス・ザ・ライド』
新中州重工
日本の動力系メーカー。可変戦闘機シリーズのエンジン開発を行っている。初代テレビシリーズが、当初「超時空シリーズ」の第1作として企画されたため、シリーズ第2弾にあたる『超時空世紀オーガス』にも同名企業が登場する。
関連作品 - 『マクロス ゼロ』を除くシリーズ作品（設定）
スーリヤ・エアロスペース
新星インダストリーを中核として、L.A.I、飛鳳航天工業公司、バーラトが加わり設立された合弁企業。ケイオスで運用されているVF-31の開発元。
関連作品 - 『マクロスΔ』（設定）
ゼネラル・ギャラクシー
OTECと数社が合併し2017年に誕生した。後発メーカーだがゼントラーディ人の天才技術者アルガス・セルザーを招き、VF-9 カットラス、VF-17 ナイトメア、VF-22 シュトゥルムフォーゲルIIなどの開発で新星インダストリーを急追しVF-171 ナイトメアプラスの開発・量産で悲願の主力VF生産企業となった巨大星間軍産複合体。ゴーストの大半はここが製造している。ゼントラーディ系の技術を導入した斬新な機体設計で知られる。非常に大きな企業体で移民惑星の経済補助を行うほか、第21次新マクロス級超長距離移民船団マクロス・ギャラクシーのスポンサー会社でもある。→BDIシステム
- ガルドワークス - マクロス・ギャラクシー船団内に設立された可変戦闘機開発工廠。YF-21の開発スタッフが参加しており、YF-24 エボリューションの技術情報からVF-25 メサイアと並ぶ新型可変戦闘機、VF-27 ルシファーの開発を行った。VF-27はギャラクシー船団が技術開示を拒んでいるために新統合軍総司令部ではYF-27と呼称され、制式採用機として認められていない。YF-21の開発主任兼テストパイロットだったガルド・ゴア・ボーマンに敬意を表してガルドワークスの通り名を使っている。

関連作品 - 『マクロスプラス』、『マクロスF』シリーズ（設定）
タチカホフ
VF-1シリーズの開発・改良を行ったスタッフであるY.タチカホフ博士らによって、第一次星間大戦後に設立された重工業会社。VF-1SRなどに使用されたスーパーパックII、民間向けの可変飛行機VCシリーズなどを開発している。
関連作品 - 『超時空要塞マクロスII -LOVERS AGAIN-』、『超時空要塞マクロス 永遠のラヴソング』（設定）
娘々（ニャンニャン）
中華料理店。もともとは南アタリア島でリン・ミンメイの伯父夫婦が経営していた店で、同島がマクロスのフォールドに巻き込まれたためにマクロス艦内に再建される。第一次星間大戦後は、マクロス艦内の市街地とともに地上のマクロス・シティに移築される。
デビュー前のミンメイが接客していたことから彼女の名声とともに店の名も知れ渡り、のちに向かいの蕎麦屋の息子「よっちゃん」が引き継いで各移民船団・植民惑星にチェーン展開を行う。『マクロスF』では創立50周年を迎えており、フロンティア船団内の支店がランカ・リーのアルバイト先として登場する。『マクロスΔ』に登場する「裸喰娘娘（らぐにゃんにゃん）」は系列店ではなく、店名は娘々にあやかったものである。
ドラマレコード『超時空要塞マクロスIII Miss D.J』、ドラマCD『マクロス7 ドッキングフェスティバル 歌は銀河を救う』、『マクロスF』第1話アイキャッチでは、店のラジオ・テレビCMが流れる。
なお、「娘々」は日本語の約物（踊り字）を用いた表記であり、『マクロスF』の劇中CMでは「娘娘」の表記が見られる。中国語の娘娘は道教の女神（とくに天后娘娘）を意味する。
関連作品 - 『超時空要塞マクロス』、『マクロスF』シリーズ、『マクロス ザ・ミュージカルチャー』
このほか、劇中には登場しないが、兵器のスペック表にはその開発企業としてストンウェル、ベルコム（VF-0、VF-1、VF-4など）、ビガース、クラウラー、センチネンタル、クランスマン（いずれもデストロイド）、マウラー（VFの頭部レーザー機銃）、ハワード（ガンポッド）、ビフォーズ（ミサイル）などの名前が登場する。

## 兵器・武器
可変戦闘機（ヴァリアブルファイター、VF）
異星人のオーバーテクノロジーを解析した地球人により、巨人との戦闘を想定して開発された、ファイター（戦闘機）、ガウォーク（中間）、バトロイド（人型ロボット）の三形態に変形が可能な兵器。最初に本格的に導入された可変戦闘機、VF-1のペットネームである「バルキリー」は、後世において可変戦闘機全般を示す一般名称として定着することになる。
関連作品 - シリーズ全作
ゴースト
半自立型や完全AI制御、もしくは無線誘導式のおもに地球統合軍・新統合軍が使用する無人戦闘機の通称。
関連作品 - 『超時空要塞マクロスII -LOVES AGAIN-』、『マクロス7』シリーズを除くシリーズ作品
デストロイド
巨人との戦闘を想定して開発された陸戦ロボット兵器の総称。
関連作品 - シリーズ全作
バトルスーツ
元々はゼントラーディ軍（劇場版のメルトランディを含む）の機動兵器。巨人族用のパワードスーツで、リガードやグラージのような戦闘ポッドよりも格闘戦に向いており、飛行能力も高い。
第一次星間大戦後は新統合軍下の企業によっても量産・運用がされており、地球側ゼントラーディ兵用主力兵器となっている。
関連作品 - 『マクロス ゼロ』を除くシリーズ作品
反応兵器
オーバーテクノロジーにより開発された、熱核反応を利用した兵器。
関連作品 - 『超時空要塞マクロスII -LOVERS AGAIN-』を除くシリーズ作品
フォールド爆弾
重量子反応により疑似ブラックホールを生み出し、範囲内の物質をフォールド空間へ転送する兵器。『マクロスF』では「ディメンション・イーター」、『マクロスΔ』では「次元兵器」と呼称される。
関連作品 - 『マクロスF』、『マクロスΔ』
マクロス
1999年に地球へ落下した異星人の艦を地球人の手で改修した宇宙戦艦、SDF-1 マクロスのこと。作品世界ではその後もマクロスの名を冠する艦が建造されている。
- 第一世代型マクロス級 - 移民船団の航路調査、護衛などを目的に建造されたマクロスの同型艦。『マクロスF』以降の設定。
- 新マクロス級移民船 - 2030年以降に出航が開始された超長距離移民船団の旗艦。居住区画であるシティ艦（アイランド船）の前方に、戦闘区画であるバトル級可変ステルス攻撃宇宙空母がドッキングしている。『マクロス7』以降の設定。
- マクロス・クォーター - バトル級の約1/4サイズの可変攻撃宇宙空母。『マクロスF』以降の設定。
- マクロス・エリシオン - 『マクロスΔ』に登場するケイオス所属のマクロス艦。全長はマクロスの3分の2、バトル級の半分となる約800m。

関連作品 - 『マクロス ゼロ』を除くシリーズ作品
マクロス・キャノン
- 『超時空要塞マクロスII -LOVERS AGAIN-』においてはゼントラーディ艦を4隻接合した巨大兵器の名称。表記は「マクロスキャノン」。
- 『マクロス7』以降の作品では、バトル級可変ステルス攻撃宇宙空母が使用する主砲の通称。
- 『マクロスF』においてはマクロス・クォーターが放つ「重量子反応砲」の通称。バトル・フロンティアの主砲はメガ・マクロス・キャノンとされる。
- 『マクロスΔ』シリーズにおいてはマクロス・エリシオンおよび同級艦の右腕部の空母が変形し放たれる主砲の通称。

関連作品 - 『超時空要塞マクロスII -LOVERS AGAIN-』、『マクロス7』、『マクロスF』シリーズ、『マクロスΔ』シリーズ

## 技術
ISC (Inertia Store Converter)
YF-24 エボリューション系列機以降の可変戦闘機に搭載されている慣性制御システム。
関連作品 - 『マクロスF』以降のシリーズ作品
アクティブステルス
従来のステルス技術（パッシブ・ステルス）とは異なり、レーダー波を解析し欺瞞情報を送る技術。
関連作品 - 『マクロスプラス』以降のシリーズ作品
歌エネルギー理論（サウンドエナジー理論）
マクロス7船団の軍医、Dr.千葉が提唱する、歌により高次元エネルギーを導き出す理論。
関連作品 - 『マクロス7』シリーズ
オーバーテクノロジー・オブ・マクロス（OTM）
太古の異星人プロトカルチャーに由来する高度な科学技術の総称。
関連作品 - シリーズ全作
銀河ネットワーク（ギャラクシー・ネットワーク）
フォールド通信技術を用いた、銀河系内の超広域情報網。2040年代には移民船団や移民惑星間をほぼリアルタイムで中継している。Fire Bomberはマクロス7船団でのメジャーデビュー後、音楽チャートの上位へ進出する。またマクロス・ギャラクシー船団出身のシェリル・ノームもネットワーク上で絶大な人気を得て「銀河の妖精」と称されている。
ポップカルチャーなどの普及以外にも様々な面で利用されており、そのため2050年代なかば以降、移民船団や移民惑星と地球の新統合政府中枢との通信遅延が社会問題化している。
関連作品 - 『マクロス7』以降のシリーズ作品（『マクロス ゼロ』を除く）
自走式ロボット
民間や公共のサービス目的で使用される自走式機械。自動販売機や掃除機、電話機など多数のタイプがある。
関連作品 - 『超時空要塞マクロス』、『超時空要塞マクロス 愛・おぼえていますか』、『マクロス7』、『マクロスF』
重力制御システム
人工重力を制御する、OTMの中核技術。
関連作品 - シリーズ全作
BDIシステム
試作可変戦闘機YF-21に搭載された、脳波により機体を操作するシステム。
関連作品 - 『マクロスプラス』
ピンポイントバリア
マクロスのフォールド機関消失後のエネルギーを利用して開発されたバリアシステム。2040年代以降に開発された可変戦闘機にも搭載される。
関連作品 - 『マクロス ゼロ』を除くシリーズ作品
フォールド
作品世界における超光速航法（ワープ）の原理。重力制御で空間を折り曲げ、入れ換えることで超時空転移を可能にする。この原理を応用した超光速通信技術をフォールド通信という。
関連作品 - シリーズ全作
熱核タービンエンジン
マクロスのオーバーテクノロジー解明によって実現した、核融合反応を利用した推進エンジン。
関連作品 - 『マクロス ゼロ』を除くシリーズ作品
マイクローン装置
身長10m前後のゼントラーディをマイクローンサイズ（地球人サイズ）に縮小、または逆にマイクローンを巨大化する装置。
関連作品 - 『超時空要塞マクロス』、『超時空要塞マクロス 愛・おぼえていますか』、『マクロス ダイナマイト7』、『マクロスF』
ライトホログラフィー
空間にリアルタイムで立体映像を投影する技術。民生用としては街頭広告や着せ替えアトラクション、バーチャルアイドルやライブステージ効果（衣装や背景を次々と変化させる、巨大な投影像を空間に投影する）など、軍用には戦闘機コクピット内やカタパルトのシンボル表示など、広く用いられている。
関連作品 - 『超時空要塞マクロス 愛・おぼえていますか』以降のシリーズ作品

## 物質・エネルギー
重量子（じゅうりょうし）
フォールド機関やOTM反応炉でのみ生成される、巨大な質量を持った特殊な量子。質量の99%以上をフォールド空間に預けるという性質を持ち、通常空間ではすぐさま圧壊する。重量子反応砲、フォールド爆弾といった兵器に使用されている。また、反応兵器の起爆剤として使用されており、そのために従来の核兵器と異なり残留放射能が発生しないともされる。
関連作品 - 『マクロスF』シリーズ
スピリチア
プロトデビルンが糧とする精神エネルギー。
関連作品 - 『マクロス7』、『マクロス7 銀河がオレを呼んでいる!』
フォールドクォーツ
次世代のフォールドを可能にするといわれる物質。宇宙に存在する「フォールド鉱石（フォールドコール）」からバジュラの体内で精製される。純度の低いものは「フォールドカーボン」という。ウィンダミア人は感覚器官「ルン」に微量の生体フォールドクォーツを宿している。
関連作品 - 『マクロスF』シリーズ、『マクロスΔ』シリーズ
フォールド波（フォールド・ウェーブ）
高次元空間で生じ超光速で伝わる、波動的なもの。生物が発するものを「生体フォールド波」といい、『超時空要塞マクロス』の時点では文化の象徴として扱われていた「歌」も、後継シリーズ作品ではフォールド波と密接に関連した力をもつものとして描かれるようになっている。
関連作品 - 『マクロスF』シリーズ、『マクロスΔ』シリーズ

## 作戦・戦法
ダイダロス・アタック
強攻型へと変形したSDF-1 マクロスが、右腕にあたる強襲揚陸艦ダイダロスの艦首を敵艦に叩き込み、艦載機の斉射により対象を内部から破壊する戦術。最終決戦時は敵旗艦に対し、これを発展させた「マクロス・アタック」を用いる。マクロスの名を冠する後継艦も、マクロス・クォーターの「マクロス・アタック」（『マクロスF』）や、マクロス・エリシオンの「アイテール・アタック」（『マクロスΔ』）といった同様の戦術を使用する。
関連作品 - 『超時空要塞マクロス』
トランスフォーメーション
SDF-1 マクロスが主砲発射時に行う変形のこと。同艦においてはアクシデントに由来する窮余の策だが、マクロスの名を冠する後継艦には最初からこの機構が組み込まれている。
関連作品 - 『超時空要塞マクロス』シリーズ、『超時空要塞マクロスII -LOVERS AGAIN-』、『マクロス7』、『マクロスF』シリーズ
リン・ミンメイ作戦（ミンメイアタック）
文化を持たない異星人との戦闘において、地球の歌や映像を流し、カルチャーショックで動揺した敵陣営の中枢を一気に叩くという戦法。第一次星間大戦の決戦において、約4,800倍の規模のボドル基幹艦隊を打ち破る奇跡的勝利の要因となり、その功労者であるアイドル歌手リン・ミンメイから命名される。
『マクロスF』においても、敵対するバジュラの行動を制限できるランカ・リーの歌を中核とした戦術が「ランカ・アタック」と命名され、決行される。
『超時空要塞マクロスII』の歴史では、この応用で地球に来襲するゼントラーディ艦隊をたびたび退けたことから戦術思想の中核となり、統合軍は「兵器」としてのアイドルを育成している。
関連作品 - 『超時空要塞マクロス』、『超時空要塞マクロス 愛・おぼえていますか』、『超時空要塞マクロスII -LOVERS AGAIN-』、『マクロス7』、『マクロスF』

## 部隊名・識別名
ASS
エイリアン・スターシップ（Alien Star Ship）の略。1999年に地球に落下した監察軍の宇宙船は、改修後2009年にSDF-1 マクロスと命名されるまでASS-1と呼ばれた。
関連作品 - 『超時空要塞マクロス』、『マクロス ゼロ』
SDF
スーパー・ディメンション・フォートレス（Super Dimension Fortress）。進宙式が行われる2009年の時点で、全長約1.2kmという人類史上最大の兵器であり、フォールド航法により恒星間航行も可能になった。マクロスはその1番艦（SDF-1）で、2番艦（SDF-2）も建造される予定だったが、宇宙移民計画によりSDF-2はメガロード級移民船へ計画が変更される。その後、SDF-1を量産化したSDFNシリーズが全12隻建造され、移民船団の航路調査などに用いられている。
『超時空要塞マクロス』のタイトルは当初「超弩級要塞（Super Dreadnought Fortress）」だったが、放送前に「超時空要塞」へ変更された（どちらも略せばSDFになる）。詳細は「超時空要塞マクロス#企画・放映の経緯」を参照。
関連作品 - 『超時空要塞マクロス』、『マクロスF』
ガンサイト・ワン（Gunsite-1）
『超時空要塞マクロス』におけるマクロスブリッジ（航空管制）のコードネーム。担当は早瀬未沙。「ガンサイト」は『マクロス』制作以前にスタジオぬえが係わっていた『機動戦士ガンダム』の同人誌の名前でもある。→「ガンダムセンチュリー」
『超時空要塞マクロス 愛・おぼえていますか』ではデルタ・ワン（Delta-1）。のちに『マクロスF』に登場するマクロス・クォーターの航空管制コードネームに継承されている。
関連作品 - 『超時空要塞マクロス』、『超時空要塞マクロス 愛・おぼえていますか』、『マクロスF』
スカル隊
最古の可変戦闘機部隊のひとつ。
- 『超時空要塞マクロス』では、VF-1 バルキリーで編成される攻撃空母プロメテウス（のちにSDF-1 マクロスに接合）所属の部隊。
- 『マクロス ゼロ』では、VF-0 フェニックスで編成される空母アスカII所属の小隊。
- 『マクロスF』では、VF-25 メサイアで編成される民間軍事プロバイダーS.M.S所属の小隊。

関連作品 - 『超時空要塞マクロス』シリーズ、『マクロス ゼロ』、『マクロスF』シリーズ
VF-X
テロやはぐれゼントラーディ、反統合運動などに対抗するために組織された、可変戦闘機 (VF) を使った統合軍内の特務部隊。『マクロス VF-X2』には第727独立戦隊VF-Xレイヴンズが、『マクロス30 銀河を繋ぐ歌声』には第815独立戦隊VF-Xハーヴァマールが登場する。
関連作品 - 『マクロス VF-X2』、『マクロス・ザ・ライド』、『マクロスフロンティア』（小説版）、『マクロス30 銀河を繋ぐ歌声』

## 文化・娯楽
MBS（エムビーエス）
正式名称はMacross Broadcasting System（マクロス放送）。冥王星軌道から地球へ帰還途上のマクロスで艦内市民のために設立されるテレビ局。名称は『超時空要塞マクロス』テレビ放送の製作局、毎日放送（Mainichi Broadcasting System）をもじったもの。
関連作品 - 『超時空要塞マクロス』、『マクロスF』
シャロン・アップル
人工知能を搭載した史上初のバーチャルシンガー。2040年、自我に目覚め「シャロン・アップル事件」を引き起こす。
関連作品 - 『マクロスプラス』
Fire Bomber
マクロス7船団で活動するロックバンド。2045年にメジャーデビューし、のちに統合軍の民間協力隊「サウンドフォース」としてプロトデビルンに対抗する。
関連作品 - 『マクロス7』シリーズ、『マクロスF』シリーズ
ミス・マクロス
MBS開局記念としてマクロス艦内で行われるミスコンテスト（劇場版においては、マクロス進宙式典のタイアップイベントとして、南アタリア島の会場で開催された）。艦内の未婚女性の応募者を対象に、インタビューや水着審査が行われる。実際はマクロスに滞在していた大物ハリウッド女優、ジャミス・メリンが大本命の出来レースだったが、一般投票の結果により番狂わせでリン・ミンメイが優勝し、彼女のスターへの第一歩となる。その後これにならい、各移民船団で同様のミスコンテストが行われている。
関連作品 - 『超時空要塞マクロス』、『マクロスF』シリーズ、『マクロス ザ・ミュージカルチャー』
ミンメイ人形
人気アイドルとなったリン・ミンメイのキャラクター商品として作られた人形。チャイナドレス姿のミンメイをデフォルメした外見で、電動で踊るとともにミンメイの楽曲を再生する。
ゼントラーディ軍の兵士ワレラ、ロリー、コンダが潜入したマクロスから持ち帰ってひそかに同僚らに披露する文化の産物のなかに含まれており、彼らにミンメイの歌と姿を伝える形代の役割を果たす。
劇場版ではマクロス艦内に侵攻したワレラたちが持ち帰り、武装兵士たちが取り囲むなかで動作し、流れるミンメイの歌に「音波兵器だ」と動揺する場面がある。
関連作品 - 『超時空要塞マクロス』、『超時空要塞マクロス 愛・おぼえていますか』

### 映像作品
愛・おぼえていますか
2031年公開の大ヒット映画。詳細は「超時空要塞マクロス 愛・おぼえていますか」を参照。
関連作品 - 『超時空要塞マクロス 愛・おぼえていますか』、『マクロス7』、『マクロス7 銀河がオレを呼んでいる!』、『マクロスF』
小白龍（シャオパイロン）
マクロス艦内で撮影される、2010年公開のカンフー映画。監督ショウ・ブラクストーン、主演はリン・ミンメイ、共演はリン・カイフン。ミンメイは主題歌「小白竜」も歌う。映像を傍受したゼントラーディ軍はアクションシーンの特殊効果を超能力と誤解し、地球人がプロトカルチャーではないかという疑いを深める。
なお、「小白竜」は日本人の馬賊、小日向白朗の通り名として知られる。
関連作品 - 『超時空要塞マクロス』
BIRD HUMAN -鳥の人-
2008年のマヤン島事変を題材とするノンフィクション。著者はヒロシ・オオノギ。マヤン島事変に関する50年の情報管制が解かれた2058年に出版され、ベストセラーとなる。2059年にはジョージ・山森監督作として映画化。マクロス・フロンティア船団アイランド3内の人工島で、S.M.S全面協力のもと撮影された。主人公のシン・工藤役はアキラ・神島。メインヒロインのサラ・ノーム役は、第12回ミス・マクロス・フロンティア優勝者のミランダ・メリン。サブヒロインのマオ・ノーム役は、代役として急遽抜擢された、駆け出し時代の「超時空シンデレラ」ことランカ・リー。「銀河の妖精」ことシェリル・ノームが主題歌を提供し、ランカがエンディングテーマ「アイモ〜鳥のひと」を歌った。2059年7月12日に公開されたこの映画で、ランカは一躍注目され、スターへの階段を登っていくことになる。
関連作品 - 『マクロスF』
リン・ミンメイ物語
2045年にマクロス7船団で放送され、視聴率94%を獲ることになる2時間ドラマ。収録は大型艦ハリウッド内の撮影所で行われる。バロータ軍の襲撃に募る市民の不満を静めるという思惑から統合軍と市庁が協力し、マクシミリアン・ジーナス艦長とミリア・ファリーナ・ジーナス市長が特別出演している。ミンメイ役をミレーヌ・ジーナス、一条輝役を熱気バサラが演じ、Fire Bomberの売り出し企画としても成功する。戦闘シーンの撮影では、スタント機としてバサラのファイアーバルキリーにVF-1 バルキリーのスーパーパックが装着される。
2067年を舞台とする『マクロスΔ』第19話でも、同名のドラマが銀河ネットワークで放映されていることに言及される。
関連作品 - 『マクロス7』、『マクロスΔ』

## その他
カドゥン
マヤン島でその存在が信じられている、精霊・悪霊のようなもの。
『マクロスΔ』第24話ではウィンダミア人が「血のカドゥン」という言葉を使う場面がある。
関連作品 - 『マクロス ゼロ』、『マクロスF』、『マクロスΔ』
銀河条約
第一次星間大戦後に地球や各移民惑星間、移民船団間で締結されている条約。統合軍本部の許可なしによる反応兵器の使用の禁止（『マクロス7』）、SOS無視の禁止（『劇場版 マクロスF 虚空歌姫 〜イツワリノウタヒメ〜』）、知的生命体への侵略行為の禁止（『劇場版 マクロスF 恋離飛翼 〜サヨナラノツバサ〜』）、次元兵器の使用や惑星上への持ち込みの禁止（『マクロスΔ』）、クローンの製造禁止（『劇場版マクロスΔ 激情のワルキューレ』）などといった条文が含まれている。
関連作品 - 『マクロス7』、『劇場版 マクロスF』、『マクロスΔ』シリーズ
デ・カルチャー（デカルチャー）
ゼントラーディ語（メルトランディ語）で「馬鹿な」「信じられない」などの驚きをあらわす言葉。「デ」は否定の意味を持つ接頭辞。前に感嘆詞の「ヤック」を付けた「ヤック・デ・カルチャー」はさらに強い驚きをあらわす（英訳すれば"Oh,my god"に近い）。一般に中点で区切らず「デカルチャー」と表記される。前述のとおり、もともとはゼントラーディ語であるが、第一次星間大戦後に地球言語として定着した単語のひとつ。
関連作品 - 『超時空要塞マクロス 愛・おぼえていますか』、『マクロス7』、『マクロスF』シリーズ、『マクロスΔ』シリーズ
マイクローン
地球人やプロトカルチャーを含む、身長2m前後の人型知的生命体。ゼントラーディ人ら巨人族はこれらの「小人族」をマイクローンと呼び、みずからも生物工学的にそのサイズに縮小可能である（マイクローン化）。
関連作品 - 『超時空要塞マクロス』、『超時空要塞マクロス 愛・おぼえていますか』、『マクロス7』、『マクロスF』